# Sân chim
Sân chim là địa điểm quy tụ thường xuyên các loài chim đến kiếm ăn và sinh sản. Các khu vực này tập trung một số lượng lớn chim của một hoặc nhiều hơn một loài. Có 13% loài chim thường quy tụ làm tổ theo đàn.

## Từ nguyên
Trong tiếng Việt, "sân chim" trong các sách địa dư-chí ngày xưa thường được gọi là điểu đình (鳥庭). Trong tiếng Anh, các địa điểm này được gọi là "bird colony" (tạm dịch: Đàn chim hay Ổ chim). Khu vực chim quy tụ có thể đa dạng cảnh quan tự nhiên, do đó, thuật ngữ cụ thể được sử dụng để chỉ định có thể sẽ khác nhau.

### Vườn chim/Máng chim
Vườn chim hay còn gọi là máng chim là từ ngữ chỉ định nơi chim đẻ trên cây. Các địa điểm quy tụ chim này thường là rừng, trong đó có rừng ngập mặn. Vườn cò là cách dùng khác của vườn chim.

### Sân chim
Sân chim là từ dùng chỉ chung địa điểm quy tụ chim, theo nghĩa hẹp hơn dùng chỉ khu vực chim đẻ chủ yếu trên mặt đất. Các địa điểm quy tụ chim này thường là vùng đất ngập nước hoặc bất kỳ môi trường tự nhiên trống trải nhiều cây cỏ.

### Đàn chim biển/Ổ chim đẻ
Có đến 95% loài chim biển làm tổ theo đàn. Thuật ngữ chỉ định là seabird colony (tạm dịch: Đàn chim biển) hoặc rookery (tạm dịch: Ổ chim đẻ). Các khu vực này thường là các bờ hay vách đá ven biển và các hòn đảo. Rookery cũng sử dụng chỉ các khu vực rừng cây, tương tự Sân chim.

### Sách
- Bùi Đức Tịnh (1999). Lược khảo nguồn gốc địa danh Nam bộ. Nhà xuất bản Văn Nghệ. OCLC 43925796.
- Nguyễn Văn Tân (2002). Từ điển địa danh lịch sử văn hóa du lịch Việt Nam. Nhà xuất bản Văn hóa-thông tin. OCLC 52684807.

### Tạp chí
- Bộ Quốc Gia Giáo Dục (1965). "Văn hóa, nguyệt san: tập-san nghiên-cứu và phổ-thông, Các tập 14 – 16". Nhà Văn Hóa [và] Bộ Quốc Gia Giáo Dục. {{Chú thích tạp chí}}: Chú thích magazine cần |magazine= (trợ giúp)